# Szent Jakab apostol templom (Mórichida–Árpás)
A Szent Jakab apostol templom Mórichida egykori területén épült, mely ma Árpás Dombiföld nevű településrészén, a Rába jobb partján található. A templom ma a mórichidai és árpási katolikus híveket szolgálja. Plébániája Árpáson található, viszont Egyed község plébánosa látja el a lelkészi szolgálatot.

## Alapítása és története
A templom történetében kevés okmány áll rendelkezésre, melyeket Árpád-kori királyaink idejéből ismerünk. Az egyik 1086-ból való és ez még portusként, vagyis révként, révpartként, kikötőhelyként hozza fel Árpást. A legközelebbi okmányokban a portus szó már nem szerepel, hanem a híd, amely a bakonybéli apát és a móriczhidai prépostok között századokig tartó pereskedésre adott okot. Ez a híd, melyről a Kis-Árpással akkoriban határos, jelenleg pedig a Marcalon túl fekvő Mórichida nevét vette, az ismert okmányok szerint csak 1251-ben esik szó abban az alapítólevélben, melyet Móricz Mester, nyitrai főispán a rábai, azaz móriczhidai prépostság számára kiadott, ahol „pons vetus magai Mauritii Comitis”-nek neveznek.
A prépostság is – melynek temploma talán előbb épült, „Ecclesia de Rába” néven jön elő, ehhez a folyóhoz való közelsége miatt – az alapítás alkalmával a birtokról kapta nevét, de ezenkívül kellett Árpással szemközt egy még régebbi templomnak léteznie, amely az 1335-ös okmányokban „antiqua Ecclesia S. Andreae” néven van említve.
Egy 1403. évi oklevélből kivehető, hogy a Mórichidai családnak a mórichidai prépostságban volt temetkezési helye. Móric Mester bár a kiosztandó jószágokban nem fukarkodott, mert csak a „mauruchhidai” rész három ekére való volt, a szolgák és cselédek dolgában igen gazdálkodott, és a hat fias és a három harangozót kivéve egyéb szolgálót nem találunk az alapítólevélben. Más alapokmányokkal ellentétben, ebben az alapító oklevélben kisebb volt a szolgálók száma. Lehetséges, hogy az itt általános emberhiány volt az oka, hogy a nagy terjedelmű földek mellé csekély számmal rendeltek munkálókat.
Az eddig említett okmányokon kívül egyedül azt tudjuk, hogy 1242. október 3-án IV. Béla király itt megfordult és, hogy a prépostságot 1251-ben alapították. A premontrei rend tagjai szigorú hallgatással, örök böjttel, önfeláldozó szegénységgel, kevés alvással, kézimunka, valamint művészetek gyakorlatával élték mindennapjaikat. Ennek a rendnek királyaink biztosítottak lehetőséget a ferencesekkel és domonkosokkal együtt. Ezekből látható, hogy amikor Móricz gróf lelkében a mórichidai prépostság alapítása megfogalmazódott, már régen virágzott a csornai és horpácsi prépostság, és majdnem vele együtt emelkedett a türjei, hantai, rátóthi és zsámbéki is. Valószínűsíthető, hogy a mórichidai prépostságnak, mint több ehhez hasonló prépostságnak is a csornai volt az anyakolostora.
Az Enyingi Törökök idején a nagyszombati klarissza rend apácáihoz került a templom, 1601-ben. A templom mai barokk jellegű belső díszítése nekik köszönhető. Az oltárképet a nagyszombati templomból menekítették ide, ahol elrejthették a világ elől, mivel fontos eseményt ábrázol. A képet nagy értéke miatt ma Győrben őrzik.

## Leírása

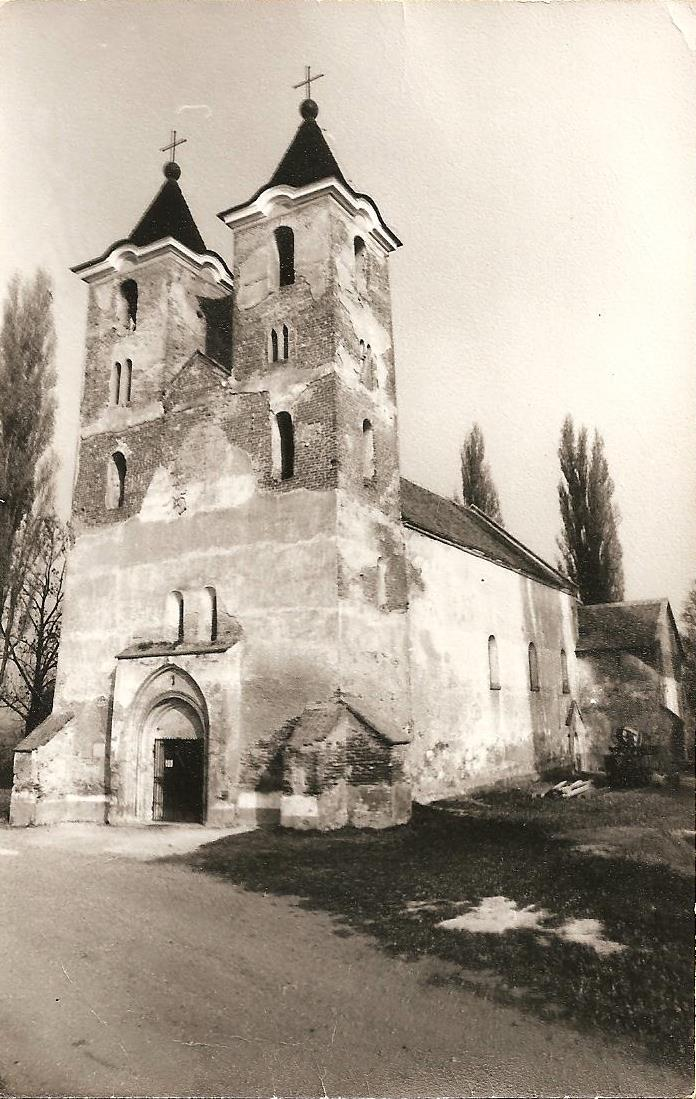
Szent Jakab apostol templom régen

A templom építése a román korszak átmeneti időszakára tehető. Az épület nagy része téglából, némely kis részlete kőből készült.
Hencz Antal győri építész szerint az épület alatt nincs sírbolt, mert az áradások miatt túl vizenyős a talaj, és a bejárat sehol sem látható. Rómer Flóris archeológus véleménye szerint a kripta létét bizonyítja a nép között elterjedt szájhagyomány, valamint egy 1403-i okmány, amelyben Mórichidai Miklós, János fia, világosan említi elődeinek ezen monostorban való eltemetését. A főurak leginkább azért alapítottak kolostorokat, hogy a szentélyekben legyenek eltemetve, és a nép is szerette volna, ha testük templomokban mint szent földben nyughasson. Ezen templom apácáknak szolgált továbbá menhelyül, akik szabályaik szerint csak a templom kriptájába temetkeztek.
A templom egyhajós, egyenes karzáradékú, mi több ebben az időben épült templomnál megfigyelhető. A kar, a szentély és a karzat eredeti állapotú. A hajó változott az apácák idején. A gerendázat helyett lapos boltozat és áloszlopok láthatók, valamint hosszú, felül kerek végződésű ablakai helyett ma már szélesebb ablakok vannak mindkét oldalon. A szentély eredetileg is be volt boltozva. A boltozat és az oszlopok egy része tégla, más része kő. Az oszlopfők mészkőből készültek, a boltozat zárköve áldó kezet formáz. A szentélytől délre áll a sekrestye, amelynek félkör alakú a boltozata. A sekrestyéből keskeny kőlépcsőn lehet feljutni a padlásra, majd onnan a tornyokba. A szentélybe vezető diadalív kissé nyomott csúcsív alakú. A padláson látni a régi, déli homlokzati keskeny ablakok befalazását. A tornyok kialakítása megfontolt, mivel aljuk oszlopokon nyugvó karzatként használható. A jobb oldalon álló toronynak a felső ablaka nyomott csúcsíves, míg a másiknak egyszerű köríves. A kapuzat köríves, és külső része csúcsíves mintát mutat. A támfalak többsége egy részes, míg a szentélynél kettő, illetve három részesek.
Feltűnő az, hogy a zárda mellett melléképületnek nyoma nincs. Ez azzal magyarázható, hogy az építőanyagot máshová használták fel, az alapzatot pedig az iszap befedte, és a rajta kinőtt fű elrejti. A templom déli oldalán a sekrestye mellett látszik egy befalazott ajtó, de nem tudni, hogy vajon a kolostor udvarából vezetett-e be a templomba, mint az Lébényben is megfigyelhető. A mórichidai régi falu házhelyeinek gödrei a templomtól keletre helyezkednek el.

### Oltárkép
A köpenyes Madonna: Ismeretlen alkotója a 17. század közepén a Köpenyes Mária képtípusához nyúlt vissza, amely még a középkorban vált népszerűvé. Szűz Mária védő gesztussal köpenye alá vonja Magyarország térképét, és az angyalok magyar koronával készülnek őt megkoronázni. Az ikonográfiai típus hagyományának megfelelően a felhőkön lebegő Mária széttárt palástja alatt világi és egyházi méltóságok térdelnek, akik itt – eltérően a legtöbb középkori ábrázolástól – nem csupán általános típusok, hanem portréként megfestett, egyéni vonásokkal jellemzett figurák. I. Lipót magyar király és császár és a római pápa körül Magyarország világi és egyházi méltóságai látszanak, köztük  Wesselényi Ferenc (nádor), Nádasdy Ferenc országbíró, Zrínyi Péter horvát bán, Szelepcsényi György esztergomi érsek és Széchenyi György győri püspök. Az a veszély, amely miatt mindannyian Mária oltalma alatt keresnek menedéket, a török hódítás veszélye, amelyet a jobb oldal hátterében feltűnő kontyos török katona jelképez. Az oltárkép megrendelője a török veszedelem ellen a különböző politikai és hatalmi csoportok, a világiak és egyháziak összefogása mellett tett hitet.
A kép kifejezetten aktualizáló politikai mondanivalójából fakadóan alig fél évtizedig lehetett elfogadható és érvényes. A kép által hirdetett összefogás nem jöhetett létre, Lipót császár a Wesselényi-összeesküvés résztvevőit, az oltárképen mellette térdelő Nádasdyt, Frangepán Ferenc Kristófot és Zrínyit hamarosan kivégeztette. A mű eredetileg bizonyosan nem Árpásra készült, sokkal inkább Nagyszombatba, a magyar római katolikus egyház akkori központjába, valószínűleg az ottani ferences rendi templomba, és csak Nádasdyék lefejezése után kerülhetett Árpásra, a nagyszombati klarissza apácák távoli, eldugott birtokára. A képet minden bizonnyal művészi értéke miatt őrizték meg, ismeretlen festője a kor legjobb, a bolognai akadémizmus tanulságait ismerő magyarországi művészei közé tartozott.
Ez az oltárkép már nem a Szent Jakab-templomban látható, megóvása érdekében elvitték a Györi Püspökvárba. Helyébe az előző oltárkép került (amely mögé egykor el volt rejtve a Köpenyes Madonna) egy 1790 körüli olajfestmény, amely szent Jakab apostolt, a templom védőszentjét ábrázolja.

### Főoltár
A főoltár egyes részletei a 17. század végéről valók, berendezéseit ekkor cserélhették, illetve kiegészítették. A restaurátorok vizsgálatai szerint eredetileg sokkal színesebb volt az oltár. Az oltárépítményt széles félpillérek előtt korinthoszi oszlopok keretezik, melyek két oldalán szobrok állnak. Balról jobbra haladva: Szent János a kehellyel, Szent Pál a karddal, Szent Péter hallal, Szent Bertalan kezében tartva lenyúzott bőrét. A háromrészes párkány felett nyitott orompárkány – indításokon nők alakjai. Közöttük a széles, alacsony attikában Szent Jakab apostol képe. Legfelül Mária-monogram.

### Mellékoltárok
A hajó nyugati első mezőjében két copf stílusú mellékoltár áll az 1780-as évekből. Felépítésük azonos, részleteikben különböznek.
- A jobb oldali mellékoltár képe Ávilai Szent Terézt ábrázolja cellájában, mellette koldussal, felette angyallal, kezében írással: „Teremtsétek méltó gyümölcsét penitentziának!”. Az oromzat tetején Isten jele, háromszögben szem.
- A bal oldali mellékoltár képe az imádkozó Assisi Szent Ferencet ábrázolja két angyalfejjel, felette flagelláns szerzetes. Kétoldalt a félpillérek előtt bekötött szemű és bőségszarus női alakok. Az oromzat tetején Isten jele, de a megszokott szem helyett egy fület ábrázol.

### Szószék
A szószék 1770 körül készült. Mellvédjének felületét rokokó díszítésű bordákkal mezőkre osztották, amelyekben a hit, remény, szeretet allegorikus alakjait ábrázolják.
A szószék restaurálása 2016 szeptemberében fejeződött be.

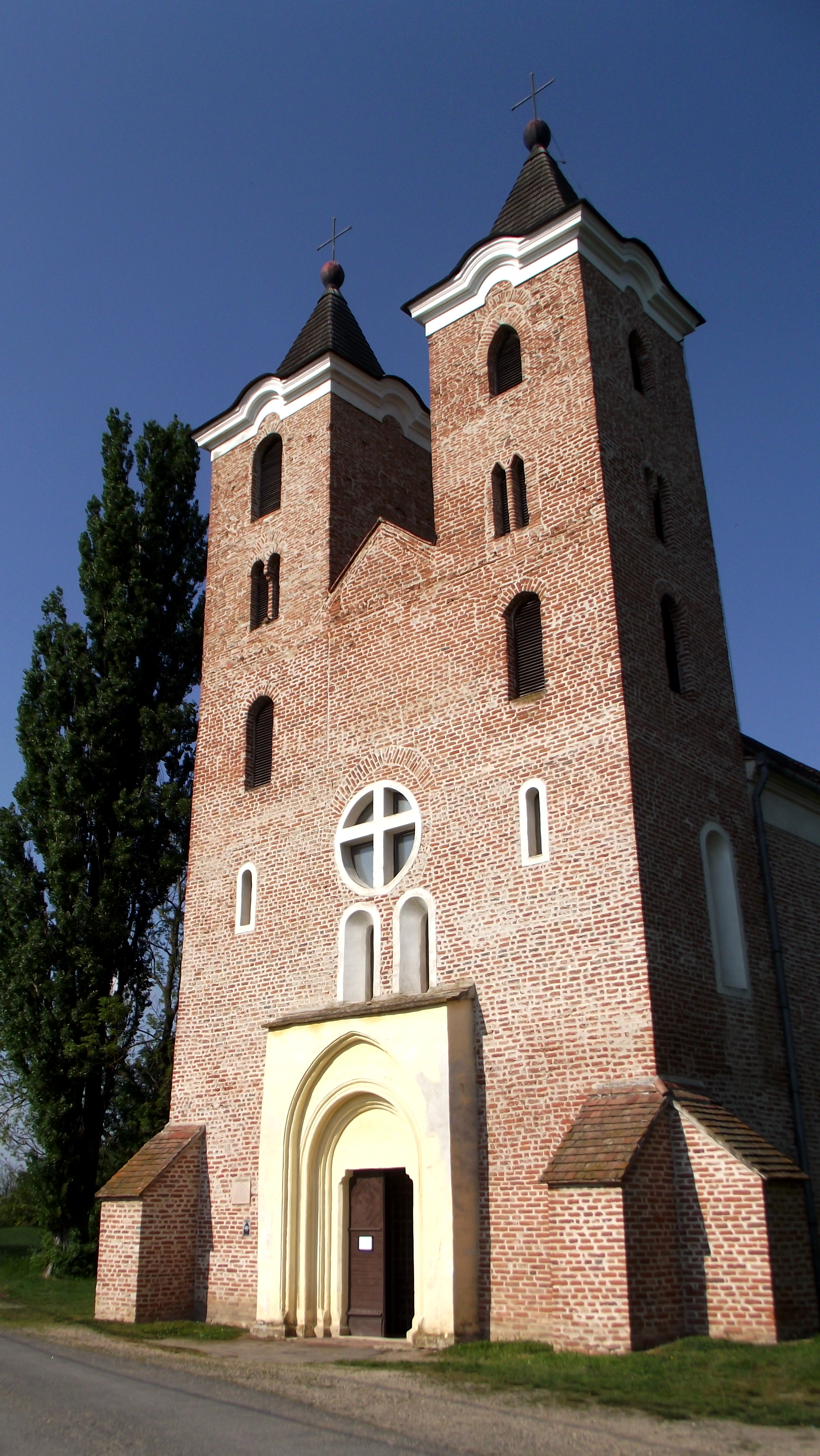
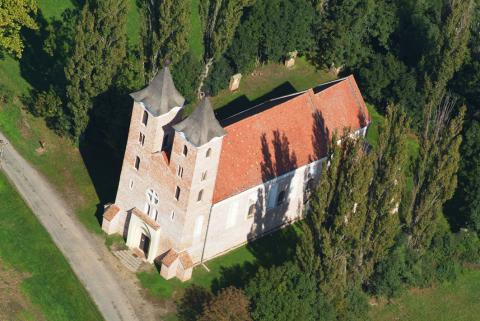
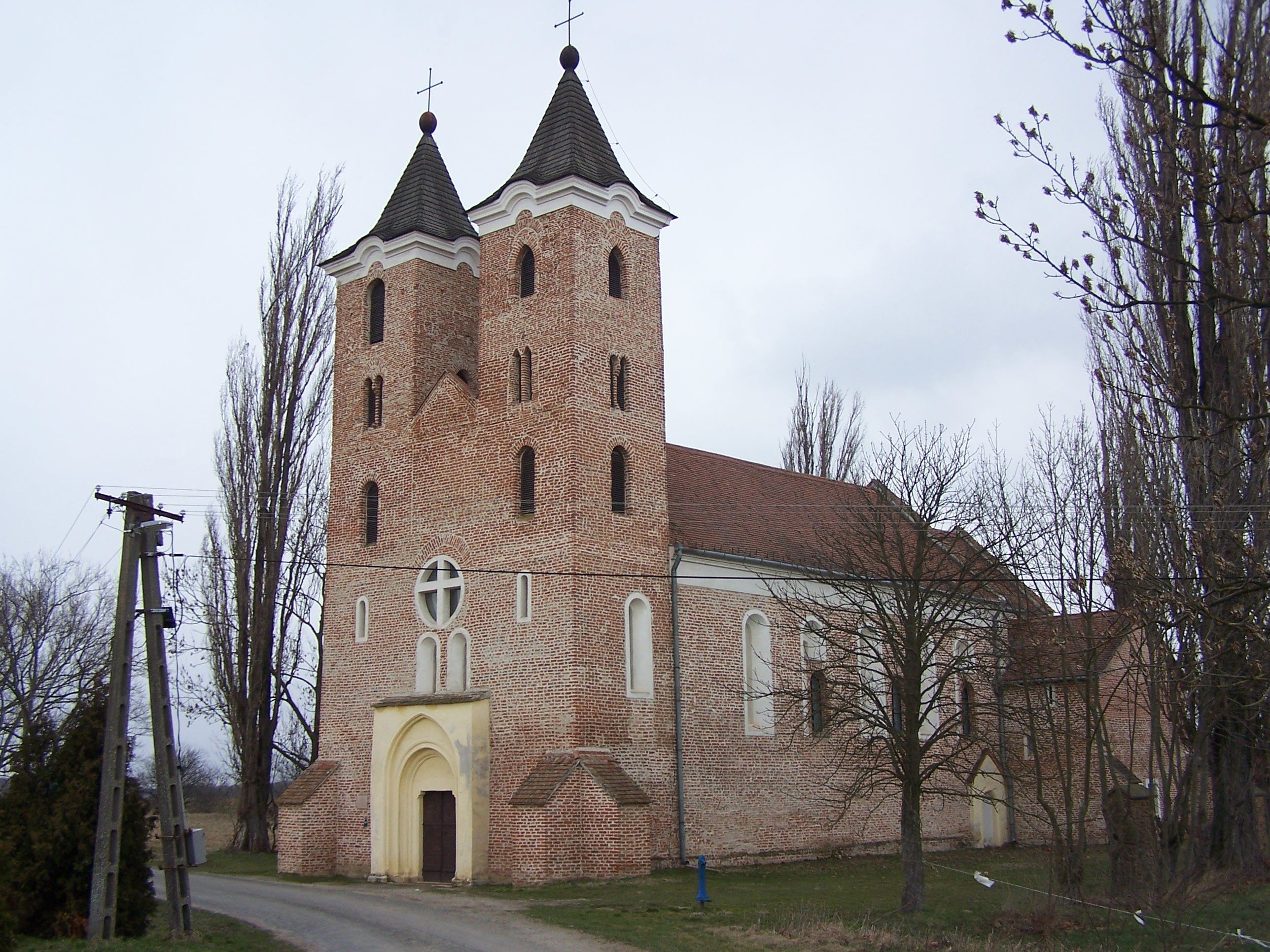
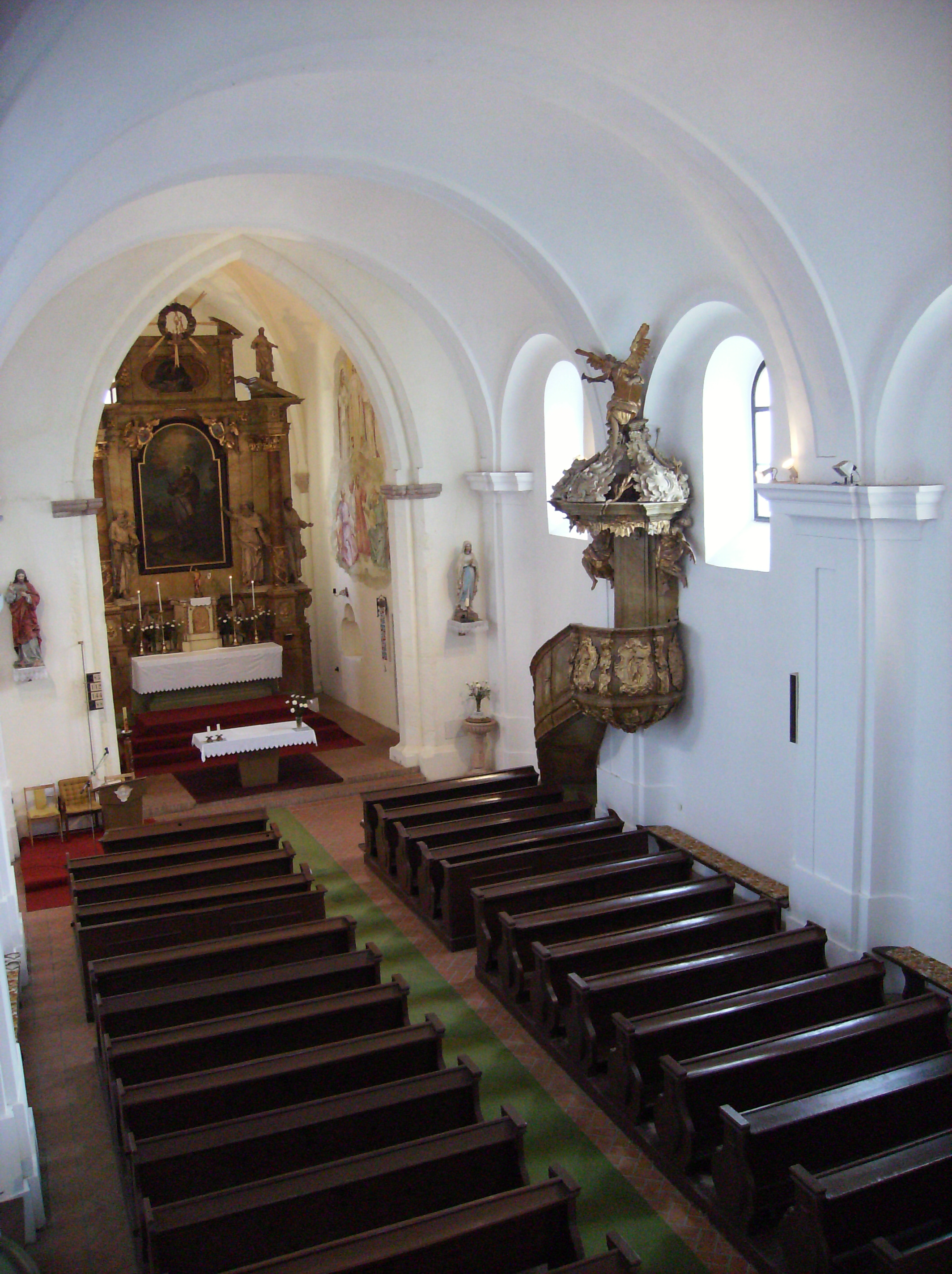
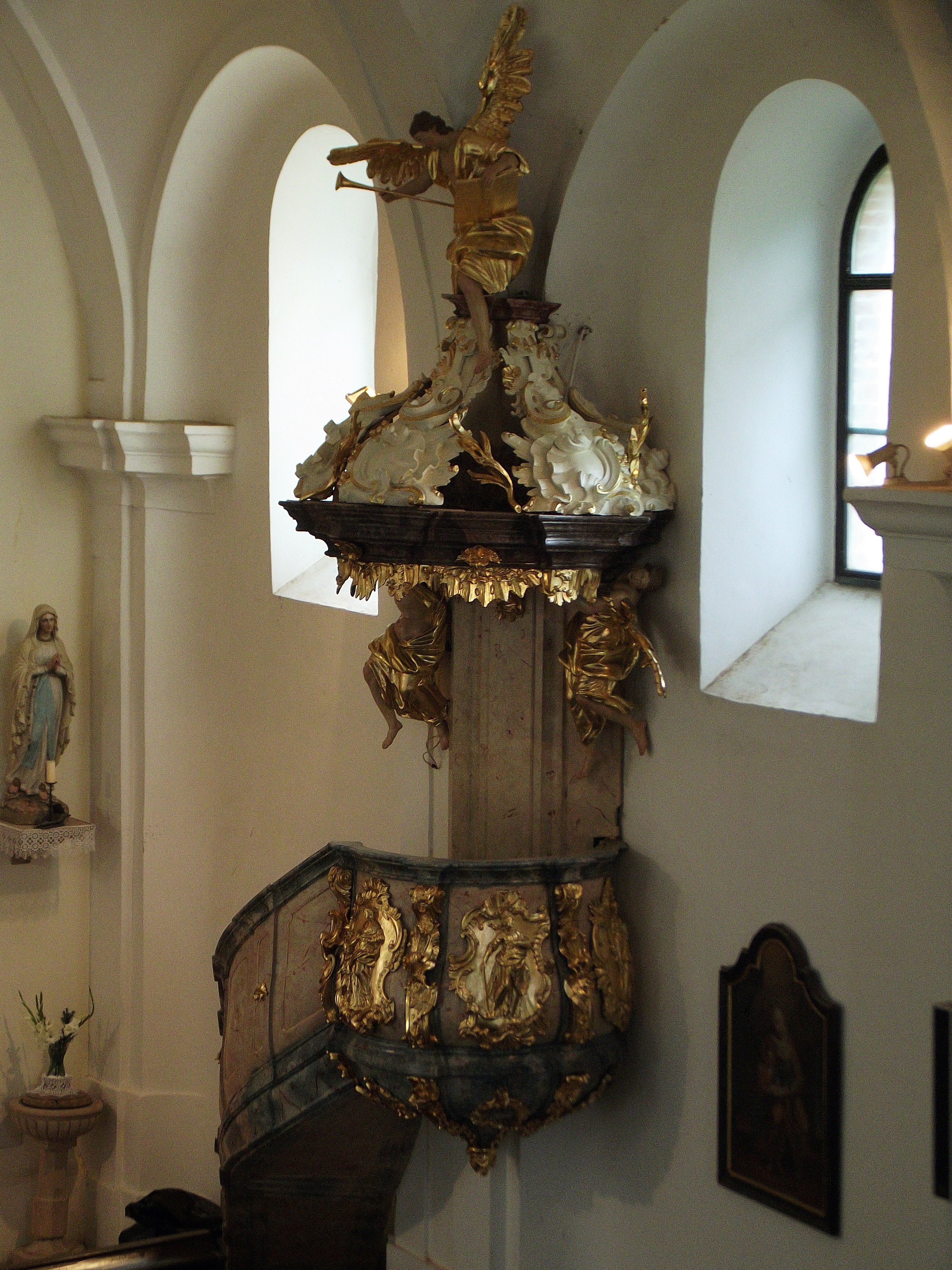
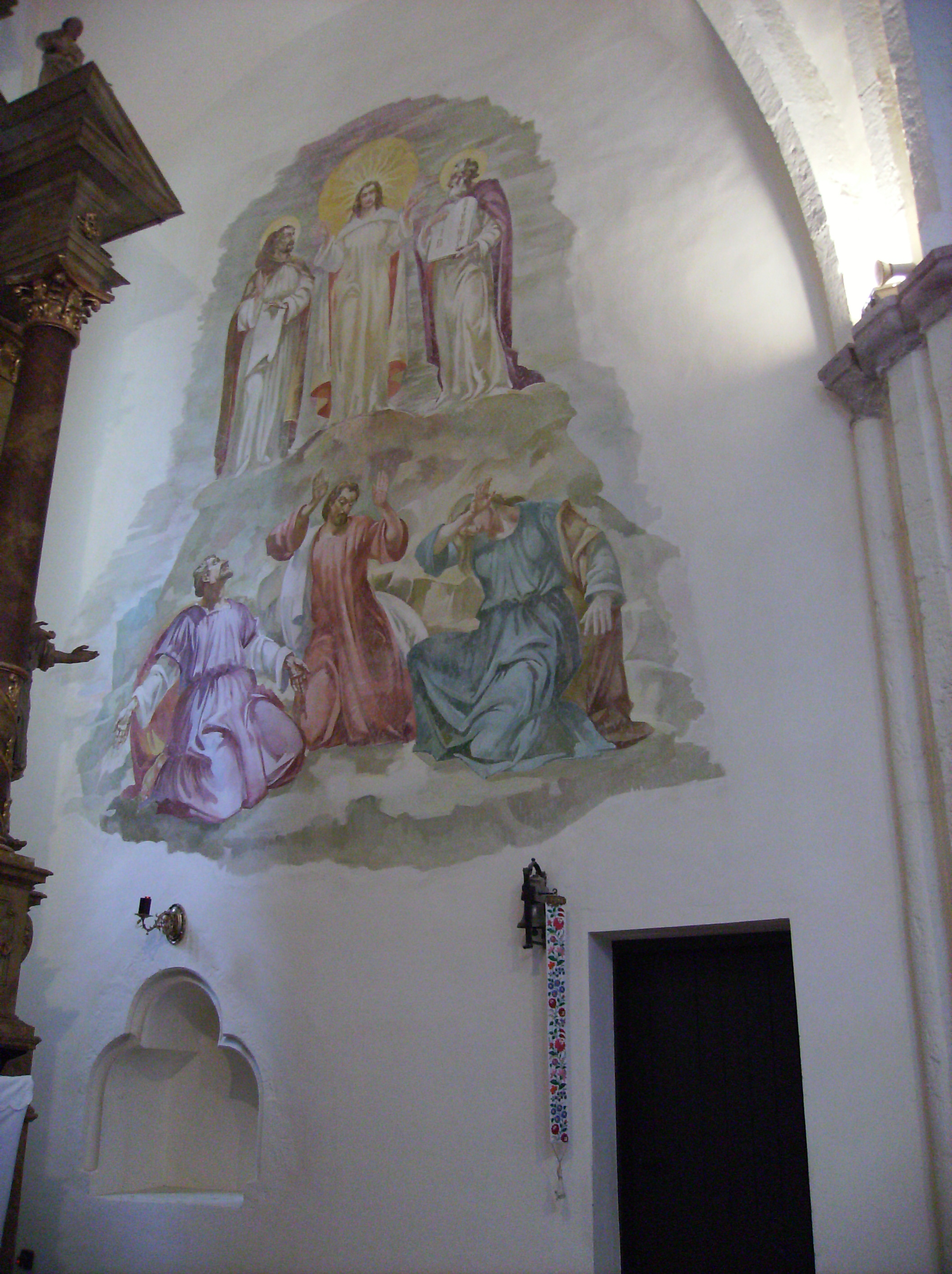
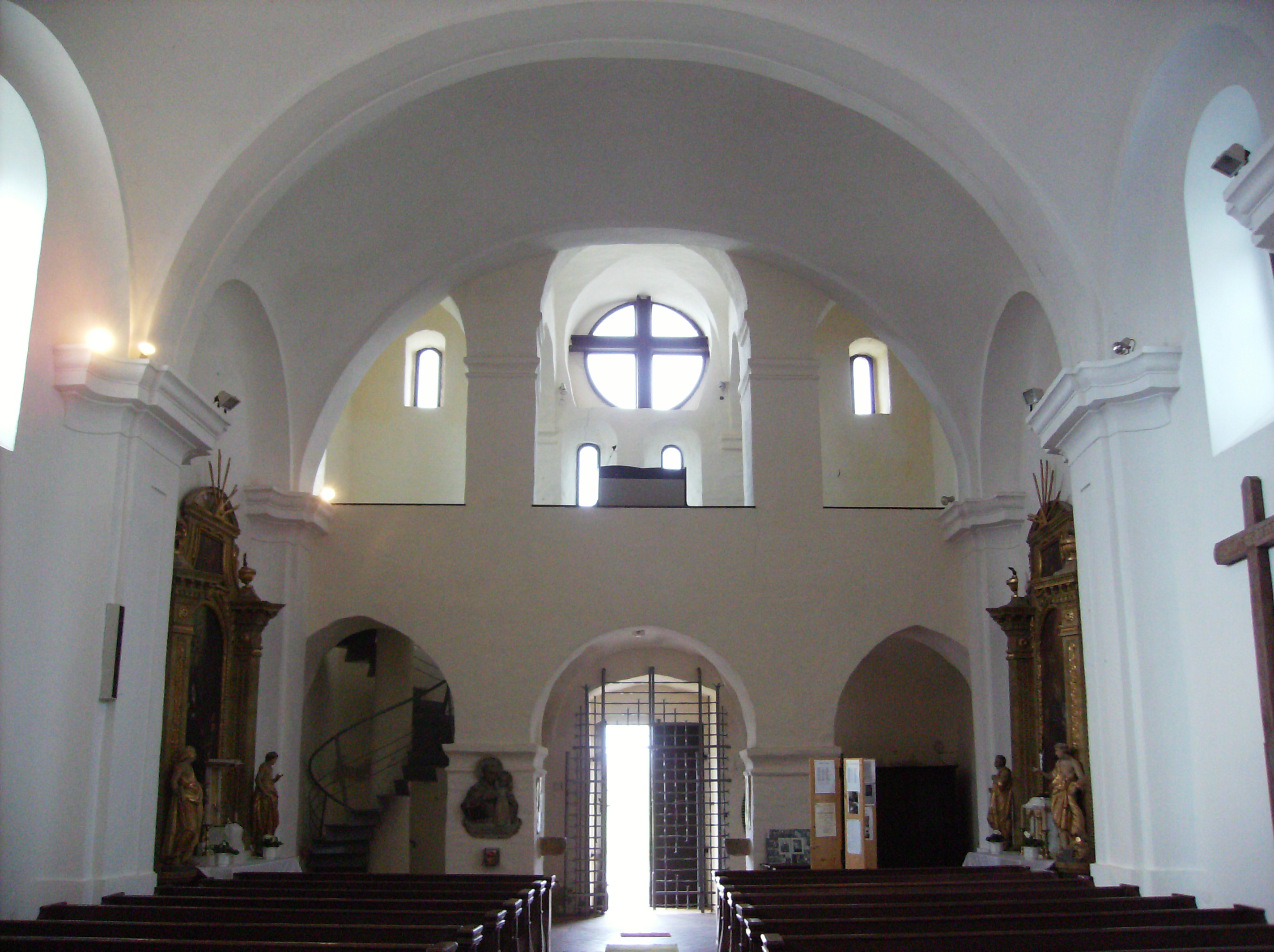

## Helyreállítások
A templomot 1860-ban Rómer Flóris – a kor egyik legnagyobb archeológusa – romos állapotban találta. 
Alacsony fekvése miatt a vízáradásoknak ki van téve, falai nyirkosak és zöld penésszel befedettek, tetőzete pedig éppen hogy fenntartatik.
Rómer Flóris kutatásokat végzett a templomon, amellyel úgy került kapcsolatba, hogy az árpási vidék a bakonybéli apátsághoz tartozott a prépostság alapítása előtt. Rómer Flóris pannonhalmi bencésként Bakonybélben lakott. Ekkor került kapcsolatba a prépostsággal, ami felkeltette érdeklődését, és utána is járt a templom történelmének a levéltárak segítségével.
A tetőt 1930-ban mórichidai ácsok Szabó József ácsmester irányításával újították fel. A költségét a ferencházi uraság, Kőnig Ignác fizette. A templom szakszerű felújítása 1935-ben Fömötör Gyula plébános fáradhatatlan munkásságának köszönhető. Az akkori restaurálást Schutzbach Antal iparművész irányította, s ennek során a külső barokk formai elemeket eltávolították. Az új toronygömböt és -keresztet árpási kovácsmester készítette el. Legutóbb a hívők anyagi támogatásával az Országos Műemléki Hivatal 1995-ben újíttatta fel a templomot, amely évszázadokon keresztül szolgálja a mórichidai és árpási római katolikus híveket. A plébánia 1794-ben Mórichidáról Árpásra költözött, s azóta a templomot is gyakran árpásinak nevezik.